# Summer Isles (öar i Storbritannien)
Summer Isles är öar i Storbritannien.   De ligger i kommunen Highland och riksdelen Skottland, i den norra delen av landet, 800 km nordväst om huvudstaden London.